# Suzanne La Flesche Picotte

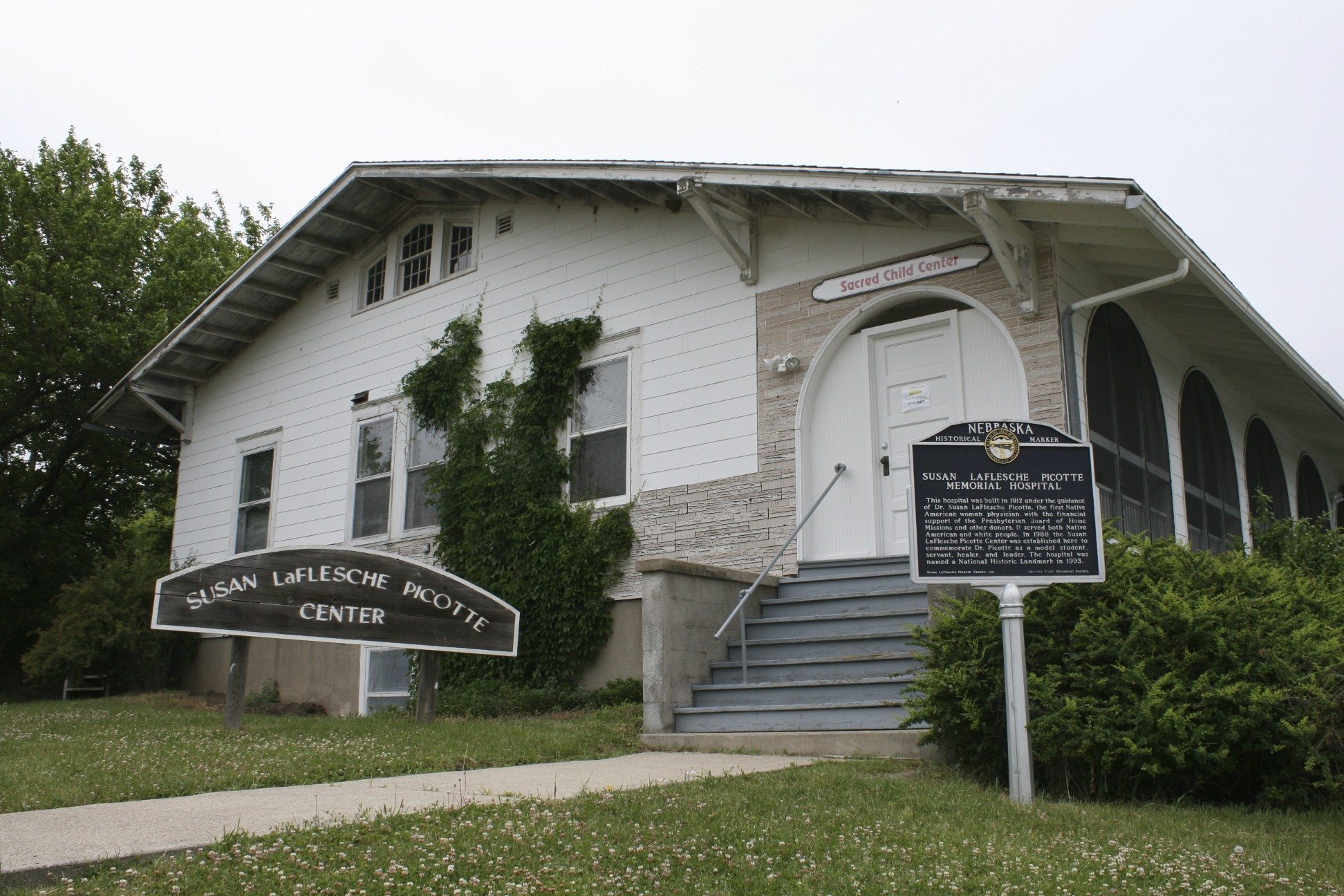
Hospital Walthill Susan La Flesche Picotte

Suzanne La Flesche Picotte (Reserva india Omaha, Nebraska, 17 de junio de 1865- Walthill, 18 de septiembre de 1915) fue una reformadora y médica estadounidense de fines del siglo XIX. Era india omaha.

## Biografía
Su madre, Waoo-Winchatcha (Mary Gale), era medio francesa medio omaha y su padre, Joseph LaFlesche, Iron Eye/Ojo de Hierro, también medio omaha, es considerado el último jefe omaha. Susan era la pequeña de cuatro niñas: Susette (1854-1903), Rosalie (1861-1900), Marguerite (1862-1945) y ella, y era medio hermana del antropólogo Francis Laflesche y sobrina del jefe ponca Standing Bear.
Al terminar la escuela en la reserva, fue a estudiar al Institut Hampton, en Hampton (Virginia) y luego al Colegio Médico de la Mujer de Pensilvania. Se licenció en marzo de 1889 y regresó a la reserva para trabajar como médica.
Fue además una activista social en relación con la compra-ventas de terrenos a los indígenas y creó campañas para combatir el alcoholismo o la tuberculosis.
Se casó con Henry Picotte en junio de 1894, y tuvieron dos hijos. Falleció probablemente de cáncer óseo. Un Hospital de Walthill lleva su nombre en su honor, el Dr. Susan LaFlesche Picotte Memorial Hospital.